# طرف سفلي للعضد
الطرف السفلي للعضد (بالإنجليزية: Lower extremity of humerus)‏ مفلطح من الخلف، ومقوّس قليلا من الأمام. ينتهي الطرف السفلي للعضد بمساحة مفصلية عريضة يقسمها ثلم بسيط إلى جزئين.
يبرز على الجانبين لقيمة العضد الوحشية ولقيمة العضد الإنسية.

## السطح المفصلي
يمتد السطح المفصلي أدنى قليلا من اللقيمتين، وهو سطح مقوس قليلاً إلى الأمام، مستوى طرفه الإنسيّ يمتد لأسفل من مستوى طرفه الوحشي.
- الشطر الوحشي من السطح المفصلي يتكون من بروز مستدير ناعم اسمه رؤيس العضد، يوجد فقط في الجزء الأمامي السفلى من عظم العضد، ويتمفصل رؤيس العضد مع انخفاض مقابل له كأسيّ الشكل في رأس الكعبرة.
- الجزء الإنسي من هذا البروز ثلم غير عميق يستقبل الحافة الإنسية لرأس الكعبرة.

يوجد أعلى الجزء الأمامي لرؤيس العضد انخفاض بسيط اسمه الحفرة الكعبرية، يستقبل الحافة الأمامية لرأس الكعبرة عند ثني الساعد.

## الحافتان
الجزء الإنسي من السطح المفصلي اسمه البكرة العضدية ويتمثل في صورة «انخفاض عميق» يقع بين حافتين واضحتين، وتحتل البكرة العضدية الجزء الأمامي والأسفل والخلفي من الطرف السفلى للعضد. والبكرة العضدية محدبة من الأمام إلى الخلف، مقعرة من الجانب إلى الجانب الآخر.
- الحافة الإنسية تفصلها عن الثلم الذي يتمفصل مع حافة رأس الكعبرة.
- الحافة الوحشية أعظم سُمكاً وأكثر طولاً، وبالتالي فهي أكثر بروزاً عن الحافة الإنسية.

الجزء الغائر من السطح المفصلي يتلائم بدقة مع الثلمة البكرية للزند، والجزء الخلفي منه أكثر عرضاً وعمقاً عن الجزء الأمامي من العظم، وهو يميل بانحراف إلى الاتجاه السفلي والأمامي، متجهاً إنسياً (داخلياً).

## الحُفَر
الحفرة الإكليلانية للعضد والحفرة الزجّية:
- الحفرة الإكليلانية للعضد هي انخفاض بسيط في العظم يقع أعلى الجزء الأمامي للبكرة العضدية، ويستقبل بداخله الناتئ الإكليلاني للزند أثناء عملية ثني الساعد.
- الحفرة الزجّية هي انخفاض غائر مثلثيّ الشكل يقع فوق الجزء الخلفي للبكرة العضدية، ويستقبل بداخله الناتئ الزُجّي للزند (الناتئ المرفقي) أثناء عملية مدّ الساعد.

يفصل بين الحفرة الإكليلانية للعضد والحفرة الزجّية رقيقة عظمية رفيعة وشفافة، يكون بها أحياناً فتحة تُسمّى بالثقبة فوق البكرة (بالإنجليزية:  supratrochlear foramen)‏ ، وتلك الثقبة موجودة في بعض الثدييات فتتواجد مراراً في الكلاب ولكنها تتواجد أحياناً في البشر، وهي مغطاة بطبقة من النسيج الضام.
يغطي الحفرتان في الحالة الطازجة الغشاء الزليلي لمفصل المرفق، وعلى حواف الحفرتين تتصل الأربطة الأمامية والخلفية لمفصل المرفق.

## اللقيمتان
- لقيمة العضد الوحشية بروز مُحَوْدَب صغير، مقوّس إلى الأمام، يتصل عليه الرباط الجانبي الكعبري لمفصل المرفق كما يتصل عليه وتر مشترك لمنشأ العضلة الاستلقائية وبعض العضلات الباسطة (بالإنجليزية: Extensor muscles)‏.
- لقيمة العضد الإنسية أكبر وأكثر بروزاً من لقيمة العضد الوحشية وتتجه قليلاً إلى الوراء. يتصل عليها الرباط الجانبي الزندي لمفصل المرفق والعضلة الكابة المدورة بالإضافة إلى وتر مشترك لمنشأ بعض عضلات الساعد المُثنية (بالإنجليزية: Flexor muscles)‏. يمر العصب الزندي داخل أخدود (ثلم) يقع على الجزء الخلفي للُّقيمة العضدية الإنسية.

اللقيمتان متصلتان من أعلى (بدون انقطاع) مع حرفين: الحرف الوحشي فوق اللقمة العضدية والحرف الإنسي فوق اللقمة العضدية.

## صور إضافية

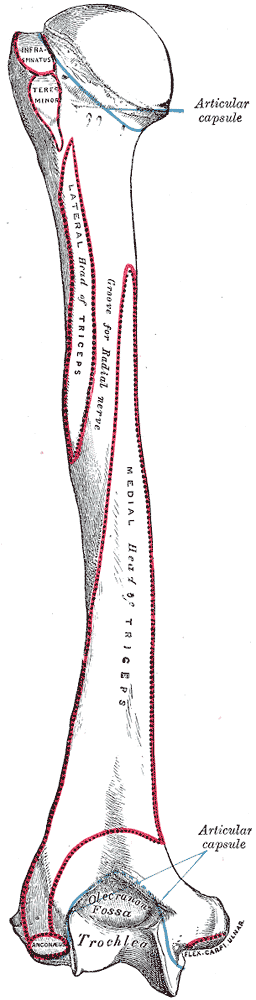
العضد الأيسر ، نظرة خلفية.
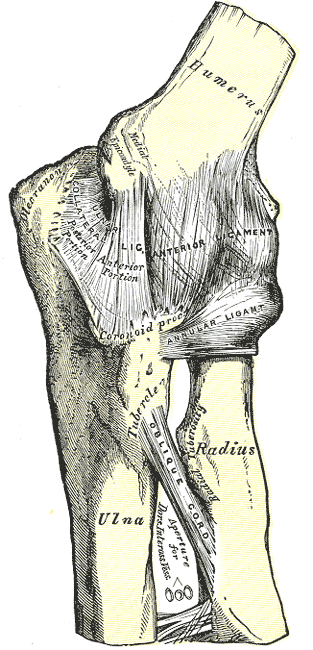
مفصل المرفق الأيسر ، ويظهر الرباط الجانبي الزندي والرباط الأمامي.
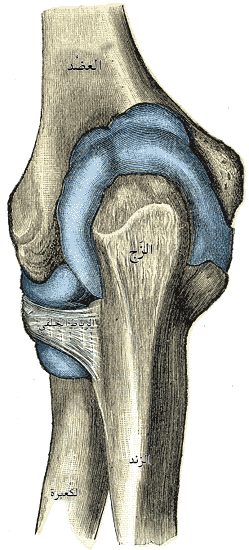
محفظة مفصل المرفق ، نظرة خلفية.
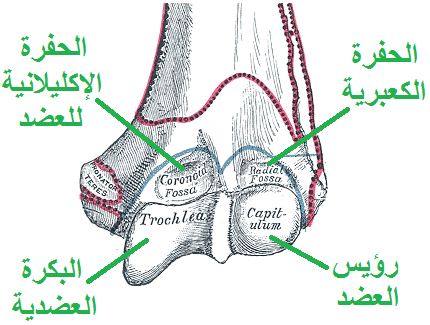
عرض أمامي للجزء البعيد (السفلي) من عظم العضد الأيسر.
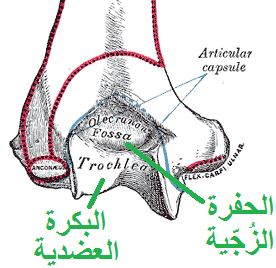
عرض خلفي للجزء البعيد (السفلي) من عظم العضد الأيسر.